# Distretto di Gniezno
Il distretto di Gniezno (in polacco: powiat gnieźnieński) è un distretto polacco appartenente al voivodato della Grande Polonia.

## Geografia antropica

### Suddivisioni amministrative
Il distretto comprende 10 comuni:
- Comuni urbani: Gniezno
- Comuni urbano-rurali: Czerniejewo, Kłecko, Trzemeszno, Witkowo
- Comuni rurali: Gniezno, Kiszkowo, Łubowo, Mieleszyn, Niechanowo